# Vzhodna Rumelija
Vzhodna Rumelija (bolgarsko Източна Румелия, Iztočna Rumelija, osmansko turško روم الى شرقى‎‎, Rumeli-i Şarkî, grško Ανατολική Ρωμυλία, Anatoliki Romylia) je bila avtonomna provinca (bolgarsko oblast, turško vijalet) Osmanskega cesarstva, ustanovljena leta 1878 z Berlinskim sporazumom in de facto ukinjena leta 1885 z združitvijo s Kneževino Bolgarijo, ki je bila tudi pod osmansko suverenostjo. De iure je ostala osmanska provinca do leta 1908, ko je Bolgarija razglasila neodvisnost od Osmanskega cesarstva. Večinsko prebivalstvo v Vzhodni Rumeliji so bili Bolgari, vendar je imela tudi veliko turško in grško manjšino. Glavno mesto provinve je bil Plovdiv (turško Filibre, grško Philippoupoli). Uradni jeziki Vzhodne Rumelije so bili bolgarski, grški in osmanski turški.

## Zgodovina
Vzhodna Rumelija kot avtonomna provinca (vilajet) Osmanskega cesarstva  je bila ustanovljena z Berlinskim sporazumom leta 1878. Njeno ozemlje naj bi po ruskem predlogu obsegalo sedanjo južno Bolgarijo, vendar so Britanci njihov predlog zavrnili. Vzhodna Rumelija je zato obsegala ozemlje med Staro planino (Balkan) in Rodopi in Strandžo, ki so jo vsi njeni prebivalci,  Bolgari, Turki in Grki,  poznali kot Severno Trakijo. Umetno ime  je nova province  dobila na vztrajanje  delegatov Velike Britanije: v Osmanskem cesarstvu se je ime Rumelija  nanašalo na vse evropske regije cesarstva, ki so v antiki spadale pod Rimsko cesarstvo. Približno dvajset vasi v pokrajini Tamraš v Rodopih, naseljenih z muslimani bolgarskega porekla, oblasti Vzhodne Rumelije ni priznalo in ustanovilo Republiko Tamraš. 
Zanimivo je, da je Vzhodna Rumelija od 1880. let izdajala svoje znamke.

### Združitev z Bolgarijo
Po nekrvavi  revoluciji 6. septembra 1885 je bila Vzhodna Rumelija združena s Kneževino Bolgarijo, ki je bila de iure  osmanska vazalna država, vendar je dejansko delovala kot neodvisna. Po bolgarski zmagi v poznejši srbsko-bolgarski vojni je Visoka porta s Tophanskim sporazumom, sklenjenim 24. marca 1886, priznala status quo. Skladno s sporazumom je generalnega guvernerja Vzhodne Rumelije imenoval sultan Abdul Hamid II., s čimer je  upošteval določila Berlinskega sporazuma  in ohranil formalno razliko med Kneževino Bolgarijo in Vzhodno Rumelijo, vendar pri tem ni omenil njegovega imena (tedanjega bolgarskega kneza Aleksandra I.). Velikim silam je bilo seveda jasno, da je zveza med Kneževino Bolgarijo in Vzhodno Rumelijo trajna in da se je ne bo dalo prekiniti. Tamraška republika in pokrajina Kardžali sta bili ponovno priključeni k Osmanskemu cesarstvu. Obe bolgarski kneževini sta bili uradno pod osmansko suverenostjo, dokler ni Bolgarija leta 1908 postala de jure neodvisna država. Dan združitve, 6. september, je v Bolgariji državni praznik.

## Vlada
Vzhodna Rumelija je skladno z določili Berlinskega sporazuma ostala pod politično in vojaško suverenostjo Osmanskega cesarstva, vendar je imela znatno upravno avtonomijo (člen 13). Zakonski okvir Vzhodne Rumelije je bil določen z Organskim statutom, sprejetim 14. aprila 1879. Statut je bil v veljavi do združitve s Kneževino Bolgarijo  leta 1885. Skladno s Statutom je bil na čelu province krščanski generalni guverner, ki ga je imenovala Visoka porta z odobritvijo velikih sil. Zakonodajni organ je bil Svet province s 56 člani. Deset članov je imenoval generalni guverner, deset članov je bilo stalnih, 36 pa so jih izvolili prebivalci.  
Ruski  civilni upravitelj od 9. oktobra 1878 do 18. maja 1879 je bil Arkadij Stolipin.  Prvi generalni guverner je bil knez Aleksander Bogoridi (1879–1884), bolgarski aristokrat, ki je bil sprejemljiv tako za Bolgare kot za Grke v provinci. Drugi generalni guverner je bil bolgarski zgodovinar  Gavril Krastevič (1884–1885).
V obdobju priključevanja k Bolgariji  je bil za komisarja za Južno Bolgarijo imenovan Georgi Stranski (9. september 1885 - 5. april 1886). Ko je bila Vzhodna Rumelija priključena k Bolgariji, vendar uradno še vedno pod osmansko suverenostjo,  je bil skladno s Tophanskim sporazumom iz leta 1886 za generalnega guvernerja  imenovan bolgarski knez.

### Generalni guvernerji
| Št. | Slika | Ime (rojstvo–smrt)                       | Na položaju    | Na položaju        |
| --- | ----- | ---------------------------------------- | -------------- | ------------------ |
| 1   |       | Knez Aleksander Bogoridi (1822–1910)     | 18. maj 1879   | 26. april 1884     |
| 2   |       | Gavril Krastevič (1813–1898)             | 26. april 1884 | 18. september 1885 |
| 3   |       | Knez Aleksander I. Bolgarski (1857–1893) | 17. april 1886 | 7. september 1886  |
| 4   |       | Knez Ferdinand I. Bolgarski (1861–1948)  | 7. julij 1887  | 5. oktober 1908    |

## Upravne enote
Vzhodna Rumelija je bila razdeljena na departmaje  (bolgarsko окръз/okraz, osmansko sandžak) Plovdiv (Пловдив, Filibe), Tatarpazardžik (Татарпазарджик, Tatarpazarcığı), Haskovo (Хасково, Hasköy), Stara Zagora (Стара Загора, Eski Zağra), Sliven (Сливен, İslimye) in  Burgas (Бургас, Burgaz), ti pa na skupaj 28 kantonov (bolgarsko  окол/okol, osmansko kazas):
- Departma Plovdiv: kantoni Plovdiv, Konuš (središče Stanimaka), Ovči Halm (središče Goljamo Konare), Strjama (središče Karlovo), Sarnena Gora (središče  Brezovo) in Rupčos (središče  Čepelare)b
- Departma Pazardžik: Pazardžik, Peštera, Panagjurište in Ihtiman
- Departma Haskovo: Haskovo, Hadži Eles, Harmanli in  Kardžalik
- Departma Stara Zagora: Stara Zagora, Kazanlak, Čirpan, Nova Zagora in Trnovo Sejmen
- Departma Sliven: Sliven, Jambol, Kazalagač, Kavakli in Kotel
- Departma Burgas: Burgas, Anhialo, Karnobat in Ajtos

## Demografija
Najzgodnejši podatki o etnični sestavi Vzhodne Rumelije pred prvim uradnim popisom prebivalstva izvirajo iz etnografskih zemljevidov Balkana zahodnoevropskih kartografov. Podatkov o dejanskem številu prebivalstva različnih etničnih skupin pred letom 1878 je zelo malo. Britansko poročilo pred rusko-turško vojno  leta 1877-1878 navaja, da je v Vzhodni Rumeliji približno 60% nemuslimanskega prebivalstva, večinoma Bolgarov. Njihov delež je kasneje naraščal zaradi bega in izseljevanja muslimanov med vojno in po njej. Popis iz leta 1878 izkazuje 815.946 prebivalcev, od tega 573.231 Bolgarov (70,29%), 174.759 muslimanov (21,43%), 42.516 Grkov (5,21%), 19.524 Romov, 4.177 Judov in 1.306 Armencev.
Rezultati prvih volitev v Deželni zbor 17. oktobra 1879 kažejo pretežno bolgarsko sestavo: od 36 izvoljenih poslancev je bilo 31 Bolgarov (86,1%), trije Grki (8,3%) in dva Turka (5,6%). Etnična statistika iz popisov leta 1880 in 1884 kaže na bolgarsko večino. V diskreditiranem popisu leta 1880 se je od skupno 815.951 prebivalcev približno 590.000 (72,3%) prebivalcev opredelilo za Bolgare, 158.000 (19,4%) za Turke, 19.500 (2,4%) za Rome in 48.000 (5,9%) za druge narodnosti, zlasti za Grke, Armence in Jude. Ponovljeni popis leta 1884 je prinesel podobne podatke: 70,0% Bolgarov, 20,6% Turkov, 2,8% Romov in 6,7% drugih.
Grški prebivalci Vzhodne Rumelije so bili skoncentrirani na črnomorski obali, kjer so bili kar številčni, in nekaterih mestih v notranjosti, kot je Plovdiv (v grščini znan kot Philippopolis), kjer so tvorili znatno manjšino. Večina grškega prebivalstva v regiji je bila po balkanskih vojnah in prvi svetovni vojni izmenjana z Bolgari iz grških provinc Makedonije in Trakije.
V vzhodni Rumeliji so živeli tudi tuji državljani, predvsem Avstrijci, Čehi, Madžari, Francozi in Italijani.
Popis prebivalstva Vzhodne Rumelije leta 1884 je pokazal naslednje stanje:
| Narodnost (popis 1884) | Število | Delež |
| ---------------------- | ------- | ----- |
| Bolgari                | 681.734 | 70,0% |
| Turki                  | 200.489 | 20,6% |
| Grki                   | 53.028  | 5,4%  |
| Romi                   | 27.190  | 2,8%  |
| Judje                  | 6.982   | 0.7%  |
| Armenci                | 1.865   | 0,2%  |
| Skupaj                 | 975.030 | 100%  |

Bolgarske province Paradžik, Plovdiv, Stara Zagora, Haskovo, Sliven, Jambol in Burgas, ki zasedajo približno isto ozemlje kot Vzhodna Rumelija, so imele po popisu prebivalstva leta 2001 naslednjo demografsko sliko:
| Narodnost (popis 2001) | Število   | Delež |
| ---------------------- | --------- | ----- |
| Bolgari                | 2.068.787 | 83,7% |
| Turki                  | 208.530   | 8,4%  |
| Romi                   | 154.004   | 6,2%  |
| Armenci                | 5.080     | 0,2%  |
| Rusi                   | 4.840     | 0,2%  |
| Grki                   | 1.398     | 0,1%  |
| Judje                  | 251       |       |
| Drugi                  | 8.293     | 0,3%  |
| Neopredeljeni          | 21.540    | 0,9%  |
| Skupaj                 | 2.472.723 | 100%  |

## Lastniške pravice
Premoženje turških beguncev, ki so zbežali pred napredujoču rusko vojsko v vojni 1877-1878, je zaseglo lokalno krščansko prebivalstvo. Nekdanjim lastnikom, večinoma veleposestnikom, so zagrozili z vojaškim sodiščem, da se ne bi vrnili.
Dva turška lastnika zemljišč, ki sta se vrnila, sta bila v resnici obsojena na smrt, kar je prepričalo vse druge, da se niso vrnili. Oškodovanim turškim posestnikom so lastnino odkupili iz skladov, ki so jih ustanovili bolgarski kmetje in se zato zadolžili. Tisti, ki so se vrnili, so morali plačati 10% davek na nepremičnine, zato so jih mnogi raje ali morali prodati. Michael Palairet je trdil, da se pravice muslimanskih lastnikov nad zemljišči večinoma niso upoštevale, čeprav so jim to jamčile velike sile. Deosmanizacija Bolgarije in Vzhodne Rumelije je privedla do gospodarskega nazadovanja v regiji. Njegova trditev je v nasprotju s trditvami številnih drugih avtorjev, ki omenjajo hitro rast gospodarstva, hiter industrijski razvoj in rast izvoza Bolgarie po letu 1878.

## Vir
- Делев, Петър; Валери Кацунов; Пламен Митев; Евгения Калинова; Искра Баева; Боян Добрев (2006). История и цивилизация за 11. клас (bolgarsko). Труд, Сирма.